# Арнольд, Теодор
Теодор Арнольд (нем. Theodor Arnold; 1683, Аннаберг-Буххольц — 12 декабря 1771, Лейпциг) — немецкий переводчик, лексикограф, лингвист, преподаватель английского языка в Лейпцигском университете.

## Научное наследие
В 1746 году перевёл Коран с английского перевода Джорджа Сейля на немецкий язык.

### Труды
- New English Grammar. — Hannover, 1718.
- Grammatica Anglicana Concentrata, oder kurzgefaßte Englische Grammatic. — 1736; 1781.
- A Compleat English Dictionary oder Vollständiges Englisch-Deutsche Wörter-Buch. — Leipzig, 1752.
- A Complet Vocabulary, English and German. — 1757; 1790.
- Vollständiges Deutsch-Englisches Wörterbuch. — Leipzig, 1778.